# Dottenried
Dottenried ist ein Weiler und Ortsteil der kreisfreien Stadt Kempten (Allgäu) in der Gemarkung Sankt Lorenz.
Eine Ersterwähnung liegt für 1394 im Zusammenhang mit dem Stift Kempten vor, als eine Hube ze Totenried Zinsen und Zehnt zahlt. Tottenried ist 1423 erwähnt worden. Im 15. Jahrhundert liegen Nennungen als Dottenried, Dotteried und Dotenried. Im Lebenbuch von 1451 wurde Dottenried zu den Siedlungen Ohnholz und Hainzen gerechnet. Die Einöde bestand im 16. Jahrhundert aus zwei Gütern. Der Ortsname weist auf eine Rodung eines Totto bzw. Dodo hin.
1818 kam Dottenried zur neu entstandenen Ruralgemeinde Sankt Lorenz. Diese wurde 1972 zusammen mit den Ortsteilen in die Stadt Kempten eingemeindet.